# Igreja de Saint-Étienne (Uzès)

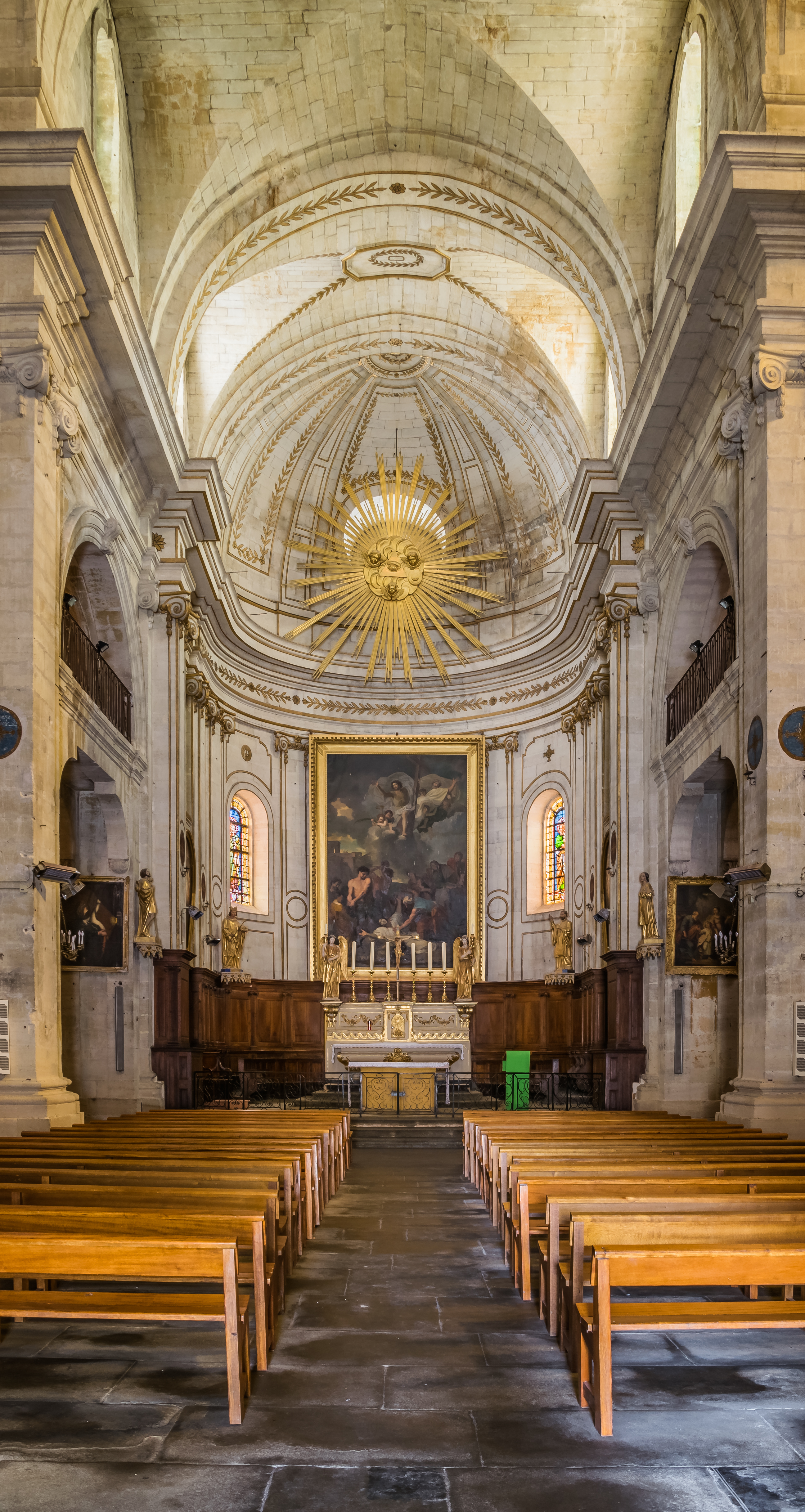
Interior da igreja

A Igreja de Saint-Étienne é uma igreja católica romana localizada em Uzès, no departamento de Gard, na França. A igreja barroca foi construída em meados do século XVIII e é considerada um monumento histórico francês.

## História
Encomendada pelo Bispo Bonaventure Baüyn, bispo de Uzès,  a Igreja de Saint-Étienne foi construída para substituir uma igreja anterior no mesmo local que havia sido destruída pelos protestantes durante as guerras religiosas e usada como depósito e arsenal. O único elemento que resta da igreja original é a torre sineira, que data do século XIII e foi poupada para servir de torre de vigia defensiva. A construção do edifício barroco ocorreu entre 1764 e 1774, segundo o projecto de Pierre Bondon, arquitecto de Avinhão . A igreja cruciforme tem a forma de uma cruz grega.
A igreja foi classificada como monumento histórico no dia 29 de novembro de 1974.